# Communauté de communes du Réolais en Sud Gironde
La communauté de communes du Réolais en Sud Gironde est une communauté de communes française, située dans le département de la Gironde, en région Nouvelle-Aquitaine.

## Historique
La fusion de la communauté de communes du Réolais avec la communauté de communes du Pays d'Auros et de trois communes du Monségurais (Monségur, Saint-Vivien-de-Monségur et Roquebrune) a été actée par arrêté préfectoral en date du 30 mai 2013 après accord des 38 communes participantes.
La communauté de communes du Réolais en Sud Gironde est entrée en vigueur le 1er janvier 2014.
Le 1er janvier 2015, la communauté de communes du Réolais en Sud Gironde ne compte plus que 36 communes, la commune de Castillon-de-Castets ayant intégré la communauté de communes du Sud Gironde et la commune de Lados celle du Bazadais.
Le 1er janvier 2017, elle s'étend en intégrant les communes de Saint-Pierre-d'Aurillac, Saint-Martin-de-Sescas, Caudrot, Sainte-Foy-la-Longue et Saint-Laurent-du-Plan, issues de la communauté de communes des Coteaux Macariens ; elle comprend alors 41 communes.

## Territoire communautaire

### Géographie physique
Située au sud-est du département de la Gironde, la communauté de communes du Réolais en Sud Gironde regroupe 41 communes et présente une superficie de 324,9 km2.

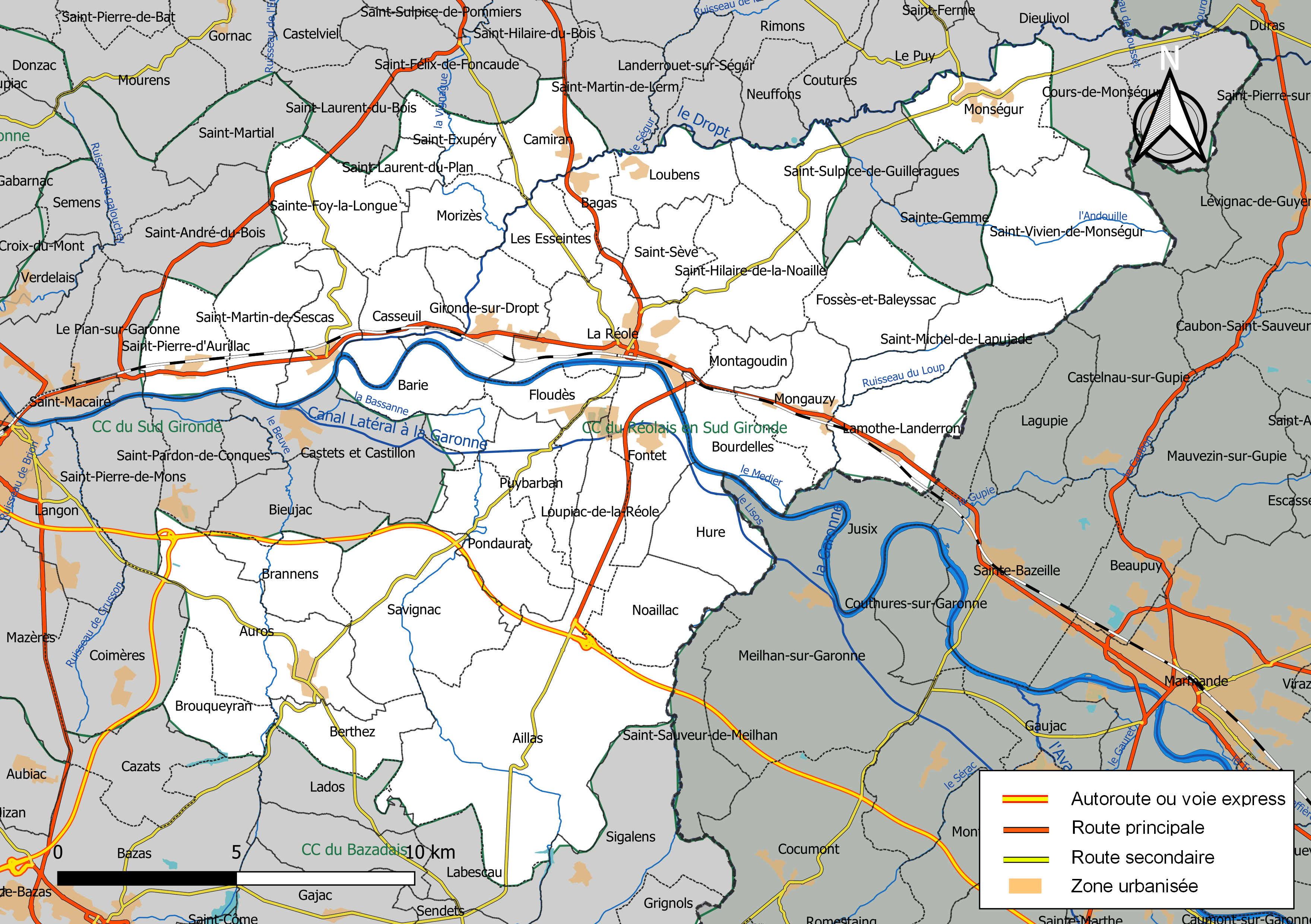
Carte de la communauté de communes du Réolais en Sud Gironde au 1er janvier 2019.

### Composition

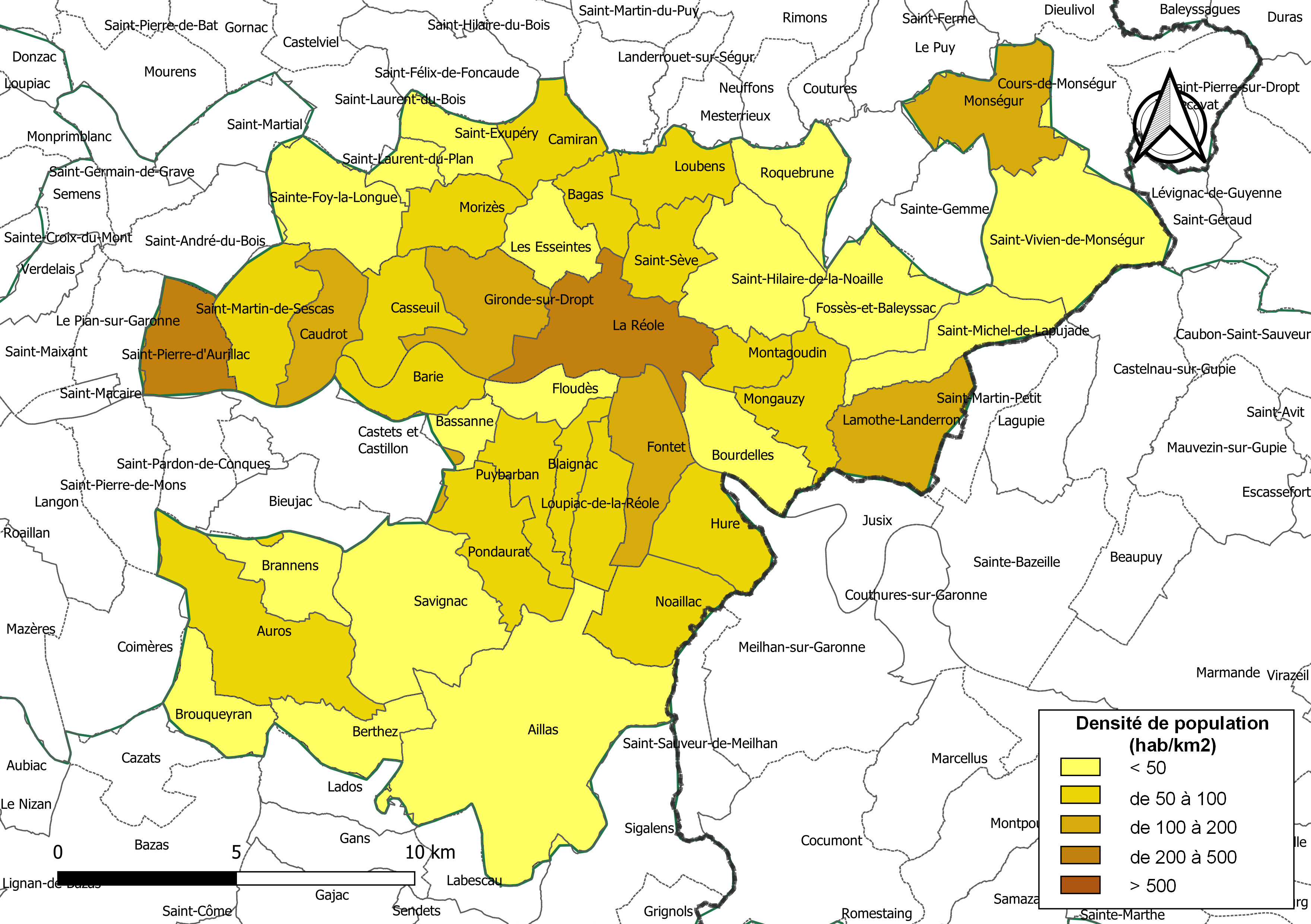
Carte des densités de population (millésimée 2016) des communes de la communauté de communes du Réolais en Sud Gironde. Composition en communes au 1er janvier 2019.

La communauté de communes est composée des 41 communes suivantes :

| Nom                         | Code Insee | Gentilé                | Superficie (km2) | Population (dernière pop. légale) | Densité (hab./km2) |
| --------------------------- | ---------- | ---------------------- | ---------------- | --------------------------------- | ------------------ |
| La Réole (siège)            | 33352      | Réolais                | 12,53            | 4 441 (2022)                      | 354                |
| Aillas                      | 33002      | Aillassais             | 35,13            | 804 (2022)                        | 23                 |
| Auros                       | 33021      | Aurossais              | 15,32            | 1 046 (2022)                      | 68                 |
| Bagas                       | 33024      | Bagassons              | 3,63             | 287 (2022)                        | 79                 |
| Barie                       | 33027      | Bariauds               | 5,33             | 277 (2022)                        | 52                 |
| Bassanne                    | 33031      | Bassannais             | 2,54             | 131 (2022)                        | 52                 |
| Berthez                     | 33048      | Berthéziens            | 6,03             | 292 (2022)                        | 48                 |
| Blaignac                    | 33054      | Blaignacais            | 3,18             | 320 (2022)                        | 101                |
| Bourdelles                  | 33066      | Bourdellais            | 7,06             | 99 (2022)                         | 14                 |
| Brannens                    | 33072      | Brannensois            | 6,04             | 259 (2022)                        | 43                 |
| Brouqueyran                 | 33074      | Brouqueyranéens        | 5,66             | 199 (2022)                        | 35                 |
| Camiran                     | 33087      | Camiranais             | 5,8              | 418 (2022)                        | 72                 |
| Casseuil                    | 33102      | Casseuillais           | 6,34             | 369 (2022)                        | 58                 |
| Caudrot                     | 33111      | Caudrotais             | 6,12             | 1 096 (2022)                      | 179                |
| Les Esseintes               | 33158      | Esseintais             | 5,1              | 245 (2022)                        | 48                 |
| Floudès                     | 33169      | Floudésiens            | 3,7              | 106 (2022)                        | 29                 |
| Fontet                      | 33170      | Fontésiens             | 7,67             | 746 (2022)                        | 97                 |
| Fossès-et-Baleyssac         | 33171      | Baleyssacois           | 9,4              | 223 (2022)                        | 24                 |
| Gironde-sur-Dropt           | 33187      | Girondais              | 8,84             | 1 340 (2022)                      | 152                |
| Hure                        | 33204      | Hurois                 | 7,09             | 565 (2022)                        | 80                 |
| Lamothe-Landerron           | 33221      | Lamothais              | 9,18             | 1 119 (2022)                      | 122                |
| Loubens                     | 33250      | Loubatons              | 5,89             | 314 (2022)                        | 53                 |
| Loupiac-de-la-Réole         | 33254      | Loupiacais             | 5,32             | 545 (2022)                        | 102                |
| Mongauzy                    | 33287      | Mongauzyns             | 6,84             | 656 (2022)                        | 96                 |
| Monségur                    | 33289      | Monségurois            | 9,91             | 1 585 (2022)                      | 160                |
| Montagoudin                 | 33291      | Montagoudinois         | 3,34             | 171 (2022)                        | 51                 |
| Morizès                     | 33294      | Morizéens              | 5,87             | 531 (2022)                        | 90                 |
| Noaillac                    | 33306      | Noaillacais            | 7,94             | 559 (2022)                        | 70                 |
| Pondaurat                   | 33331      | Dorépontais            | 8,74             | 456 (2022)                        | 52                 |
| Puybarban                   | 33346      | Puybarbanais           | 5,58             | 411 (2022)                        | 74                 |
| Roquebrune                  | 33359      | Roquebrunais           | 6,52             | 281 (2022)                        | 43                 |
| Saint-Exupéry               | 33398      | Exupériens             | 4,19             | 169 (2022)                        | 40                 |
| Saint-Hilaire-de-la-Noaille | 33418      | Saint-Hilairois        | 11,45            | 380 (2022)                        | 33                 |
| Saint-Laurent-du-Plan       | 33428      |                        | 2,39             | 82 (2022)                         | 34                 |
| Saint-Martin-de-Sescas      | 33444      | Sescassiens            | 8,19             | 563 (2022)                        | 69                 |
| Saint-Michel-de-Lapujade    | 33453      | Lapujadais             | 7,47             | 212 (2022)                        | 28                 |
| Saint-Pierre-d'Aurillac     | 33463      | Pétrusiens-Aurillacois | 6,52             | 1 277 (2022)                      | 196                |
| Saint-Sève                  | 33479      | Saint-Sévais           | 4,8              | 251 (2022)                        | 52                 |
| Saint-Vivien-de-Monségur    | 33491      | Saint-Viviennais       | 15,83            | 402 (2022)                        | 25                 |
| Sainte-Foy-la-Longue        | 33403      | Foyens                 | 9,37             | 138 (2022)                        | 15                 |
| Savignac                    | 33508      | Savignacais            | 17,02            | 646 (2022)                        | 38                 |

### Démographie
| 1968   | 1975   | 1982   | 1990   | 1999   | 2006   | 2011   | 2016   | 2022   |
| ------ | ------ | ------ | ------ | ------ | ------ | ------ | ------ | ------ |
| 21 600 | 20 693 | 19 935 | 20 302 | 20 265 | 21 703 | 22 789 | 23 660 | 24 011 |

## Administration
À compter du renouvellement général des conseils municipaux de mars 2014 jusqu'au 31 décembre 2014, l'administration de l'intercommunalité a reposé sur 51 délégués titulaires, à raison d'un délégué par commune membre, sauf La Réole qui en dispose de sept, Monségur de trois et Aillas, Auros, Fontet, Gironde-sur-Dropt et Lamothe-Landerron qui en disposent chacune de deux.

Le 1er janvier 2015, à la suite du retrait des communes de Castillon-de-Castets et de Lados de la communauté de communes et du retrait des deux délégués qui en a découlé, le nombre des délégués a été réduit à 49.

À compter du 1er mars 2015, en raison, d'une part, de la parution du décret ministériel du 24 décembre 2014 authentifiant les nouveaux chiffres de population en France et, d'autre part, de la démission de sept des onze membres du conseil municipal de la commune de Saint-Sève — dont le maire Christophe Rault — entraînant une élection complémentaire de conseillers municipaux dans ladite commune, le nombre des délégués chargés de l'administration de l'intercommunalité est fixé à 53 délégués titulaires, à raison d'un délégué par commune membre, sauf La Réole qui en dispose de dix, Monségur et Gironde-sur-Dropt de trois chacune et Aillas, Auros, Fontet, et Lamothe-Landerron de deux chacune.
| Période                                  | Période          | Identité          | Étiquette | Qualité |
| ---------------------------------------- | ---------------- | ----------------- | --------- | --- |
| janvier 2014                             | c. décembre 2015 | Bernard Castagnet | PS        | Médecin, ancien maire de La Réole (1989-2014), 1er adjoint au maire de La Réole (2014- 2020), ancien président de la CC du Réolais (2003-2013), vice-président du syndicat mixte du Pays du Haut Entre-deux-Mers (2014-2020) |
| c. janvier 2016                          | En cours         | Francis Zaghet    | PS        | Fonctionnaire, maire de Pondaurat (1995-en cours), ancien président de la CC du Pays d'Auros (2008-2013), ancien conseiller général du canton d'Auros (2011-2015)                                                            |
| Les données manquantes sont à compléter. |                  |                   |           | |

Le président est assisté de cinq vice-présidents :
- Francis Zaghet, maire de Pondaurat, chargé de l'économie, du tourisme et des finances,
- Clara Delas, maire de Mongauzy, chargé de l'enfance-jeunesse et du développement social,
- Jean-Louis Saumon, maire de Brouqueyran, chargé du sport, de la culture et de la vie associative,
- Pascal Lavergne, maire de Monségur, chargé de l'urbanisme, du projet de territoire et du développement durable,
- Patrick Monto, maire de Savignac, chargé de la voirie et du patrimoine.

## Compétences
Les informations suivantes proviennent du site internet de la communauté de communes.

### Compétences obligatoires
- Développement économique,
- Aménagement de l'espace communautaire (dont SCOT dans le cadre du SCOT du Sud Gironde),
- Aménagement, entretien et gestion des aires d’accueil des gens du voyage,
- Collecte, traitement et valorisation des déchets ménagers.

### Compétences optionnelles
- Protection et mise en valeur de l’environnement,
- Politique du logement et du cadre de vie,
- Création, aménagement et entretien de la voirie d’intérêt communautaire,
- Construction, entretien et fonctionnement d’équipements culturels et sportifs d’intérêt communautaire,
- Action sociale d’intérêt communautaire,
- Création et gestion de maisons de service au public.

### Compétences facultatives
- Politique sportive et gestion de certains équipements sportifs,
- Petite enfance et enfance-jeunesse,
- Actions sociales et actions liées à l’insertion,
- Politique de prévention de la délinquance,
- Aménagement numérique du territoire,
- Etudes, aménagement de pistes cyclables d’intérêt communautaire.